# Alphasyllabaire siddham
L’alphabet siddham (𑖭𑖰𑖟𑖿𑖠𑖽   « abouti » ; sanskrit : सिद्धम्), parfois nommé gupta tardif, est un ancien alphasyllabaire, utilisé jusqu’au IXe siècle dans le nord de l’Inde pour écrire le sanskrit. Il fut progressivement remplacé par la devanāgarī, pour disparaître complètement des écrits indiens autour du XIIe siècle.
Il descend directement du gupta et a donné notamment naissance aux alphasyllabaires devanāgarī tibétain et néwar. Il présente en particulier de nombreuses similitudes avec la devānagari.

## Historique
Beaucoup de textes bouddhistes parvenus en Chine ont été écrits en siddham, et l’influence de cette écriture a été particulièrement importante pour la transmission des tantras bouddhistes. En effet, il était important de préserver la prononciation exacte des mantras, et le chinois se prêtait mal à la retranscription des sons du sanskrit. Cela a conduit à conserver le siddham en Asie de l'Est et dans les zones où le bouddhisme tantrique (vajrayāna) s’est développé.
Kūkai, le fondateur du bouddhisme japonais Shingon, a introduit le siddham dans son pays à son retour de Chine en 806, après avoir étudié avec un moine formé à Nâlandâ, Prajna. Au moment où Kūkai apprit cette écriture, le négoce et les itinéraires de pèlerinage vers l’Inde venaient de fermer du fait de l’expansion de l’empire islamique des Abbassides.
Au Japon, l’écriture de mantras et la copie de soutras en utilisant les caractères siddham est encore pratiquée dans les écoles bouddhistes ésotériques Shingon et Tendai, ainsi que dans la secte syncrétique du Shugendō. Ces caractères sont connus comme shittan (悉 昙?) ou bonji (梵字?). L’édition du Taishō shinshū daizō-kyō pour le canon bouddhique japonais du bouddhisme mahâyâna (issu du Tripitaka pour le canon pali, utilisé depuis le Sri Lanka jusqu’en Birmanie et en Chine), conserve les caractères siddham pour la plupart des mantras, et les bouddhistes coréens écrivent encore les syllabes germes (bija) dans une forme modifiée du siddham. 
Au milieu du IXe siècle, la Chine des Tang connut une série de purges des « religions d’origine étrangères » entrainant le déclin du bouddhisme ésotérique (lmikkyō au Japon), ce qui coupa le Japon de ses sources en textes siddham. Dans le même temps, d’autres écritures dérivées (en particulier le tibétain, le néwar au Népal, avant la devanāgarī déjà adoptée en Inde) remplacèrent le siddham en Asie du sud comme écriture. Ce qui fait que l’Asie de l'Est est à l’heure actuelle la seule région où le siddham est encore employé pour les textes et le symbolisme bouddhiques.
Il est typique de voir le siddham écrit avec des pinceaux comme l’écriture chinoise. Au Japon, une brosse spéciale appelée bokuhitsu (朴笔) est utilisée pour la calligraphie siddham formelle.

## Utilisation contemporaine
Une innovation récente est l’écriture de slogans en langue japonaise sur les t-shirts à l’aide de caractères bonji. Le siddham japonais bonji a évolué à partir de l’original et est maintenant un peu différent de l'ancienne écriture.

## Représentation informatique
La plage de caractères Unicode prévue pour le siddham s’étend de U+11580 à U+115FF.
| en fr   | 0 | 1 | 2 | 3 | 4 | 5 | 6 | 7 | 8 | 9 | A | B | C | D | E | F |
| ------- | - | - | - | - | - | - | - | - | - | - | - | - | - | - | - | - |
| U+11580 | 𑖀 | 𑖁 | 𑖂 | 𑖃 | 𑖄 | 𑖅 | 𑖆 | 𑖇 | 𑖈 | 𑖉 | 𑖊 | 𑖋 | 𑖌 | 𑖍 | 𑖎 | 𑖏 |
| U+11590 | 𑖐 | 𑖑 | 𑖒 | 𑖓 | 𑖔 | 𑖕 | 𑖖 | 𑖗 | 𑖘 | 𑖙 | 𑖚 | 𑖛 | 𑖜 | 𑖝 | 𑖞 | 𑖟 |
| U+115A0 | 𑖠 | 𑖡 | 𑖢 | 𑖣 | 𑖤 | 𑖥 | 𑖦 | 𑖧 | 𑖨 | 𑖩 | 𑖪 | 𑖫 | 𑖬 | 𑖭 | 𑖮 | 𑖎𑖯 |
| U+115B0 | 𑖎𑖰 | 𑖎𑖱 | 𑖎𑖲 | 𑖎𑖳 | 𑖎𑖴 | 𑖎𑖵 |   |   | 𑖎𑖸 | 𑖎𑖹 | 𑖎𑖺 | 𑖎𑖻 | 𑖎𑖼 | 𑖎𑖽 | 𑖎𑖾 | 𑖎𑖿 |
| U+115C0 | 𑖎𑗀 | 𑗁 | 𑗂 | 𑗃 | 𑗄 | 𑗅 | 𑗆 | 𑗇 | 𑗈 | 𑗉 | 𑗊 | 𑗋 | 𑗌 | 𑗍 | 𑗎 | 𑗏 |
| U+115D0 | 𑗐 | 𑗑 | 𑗒 | 𑗓 | 𑗔 | 𑗕 | 𑗖 | 𑗗 | 𑗘 | 𑗙 | 𑗚 | 𑗛 | 𑖎𑗜 | 𑖎𑗝 |   |   |
| U+115E0 |   |   |   |   |   |   |   |   |   |   |   |   |   |   |   |   |
| U+115F0 |   |   |   |   |   |   |   |   |   |   |   |   |   |   |   |   |

Voir aussi : Table des caractères Unicode/U11580
Le code ISO 15924 du siddham est Sidd.